# Майский (Томская область)
Майский — посёлок в Первомайском районе Томской области России. Входит в состав Первомайского сельского поселения. Население 118 чел. (2021) .

## География
Находится на востоке региона, в 4 км от районного центра Первомайское. Майский примыкает к пос. Новый.
Уличная сеть: Хуторской переулок и Центральная улица.

## История
В соответствии с Законом Томской области от 10 сентября 2004 года № 204-ОЗ посёлок вошёл в состав Первомайского сельского поселения.

## Население
| 2002 | 2010 | 2012 | 2013 | 2014 | 2015 | 2021 |
| ---- | ---- | ---- | ---- | ---- | ---- | ---- |
| 120  | ↘104 | ↗108 | ↘105 | ↗106 | ↘102 | ↗118 |

## Инфраструктура
Личное подсобное хозяйство.

## Транспорт
Находится на трассах 69К-3 и 69К-11.